# سلفا ميثوكسي بيريدازين
سلفا ميثوكسي بيريدازين أو سولفا ميثوكسي بيريدازين Sulfamethoxypyridazine  هو مضاد حيوي من زمرة السلفوناميد. وهو من المؤثرات التي تقلل من نمو أو تكاثر البكتيريا.

## الاستخدام الطبي
مضاد حيوي طويل المفعول له عدة إستحدامات طبية:
- يستخدم للتهيج المهبلي، وللقلاع الحاد الوخيم.
- كما انه يستخدم في علاج التهاب الجلد الحلئي الشكل، حيث هو العلاج البديل لالدابسون.

تم التحقيق الدوائي للسلفاميثوكسي بيريدازين (SMP) في الماعز عقب الحقن العضلي المفرد (IM) أو تحت الجلد (SC) الإعطاء (100 ملغم / كغم من وزن الجسم). تم العثور على نصف عمر بيولوجي كالآتي للSMP ل IM وإعطاء SC كان 11.0 و 13.7 ساعة، على التوالي. تم احتساب الكميات المتاحة النظامية للدواء الممتص لتكون 68.6٪ 58.7 وذلك بعد حقن IM وSC، على التوالي.

## الأشكال الصيدلانية
يتم توفير سلفاميثوكسي بيريدازين على شكل أقراص 500MG.